# Kasteel van Trémazan
Het Kasteel van Trémazan (Frans: Château de Trémazan) is een kasteel in de Franse gemeente Landunvez. Het kasteel is een beschermd historisch monument sinds 1926. De zeer nauwkeurige studie van de houten elementen die in de structuur van de burcht zijn bewaard, toont aan dat de constructie van Trémazan op zijn vroegst in de eerste helft van de veertiende eeuw dateert, rond 1330/1350. In de eeuwen die volgden, onderging het kasteel vele transformaties, noodzakelijk door de militaire vooruitgang. Het kasteel was bedekt met leisteen. Sommige stenen van het kasteel werden gebruikt voor de bouw van de oude Sint-Louiskerk en een concertzaal in Brest.
Dit middeleeuwse gebouw, opgetrokken op een rots, heeft een vierkante donjon die nog 28 meter hoog is (waarschijnlijk was het oorspronkelijk 30 tot 35 meter hoog), die gedeeltelijk instortte tijdens de winter van 1995, het interieur ontblootte en een bewoonbaar gebied van vier verdiepingen onthulde toren, elk met een slaapkamer.